# Michael Borgis

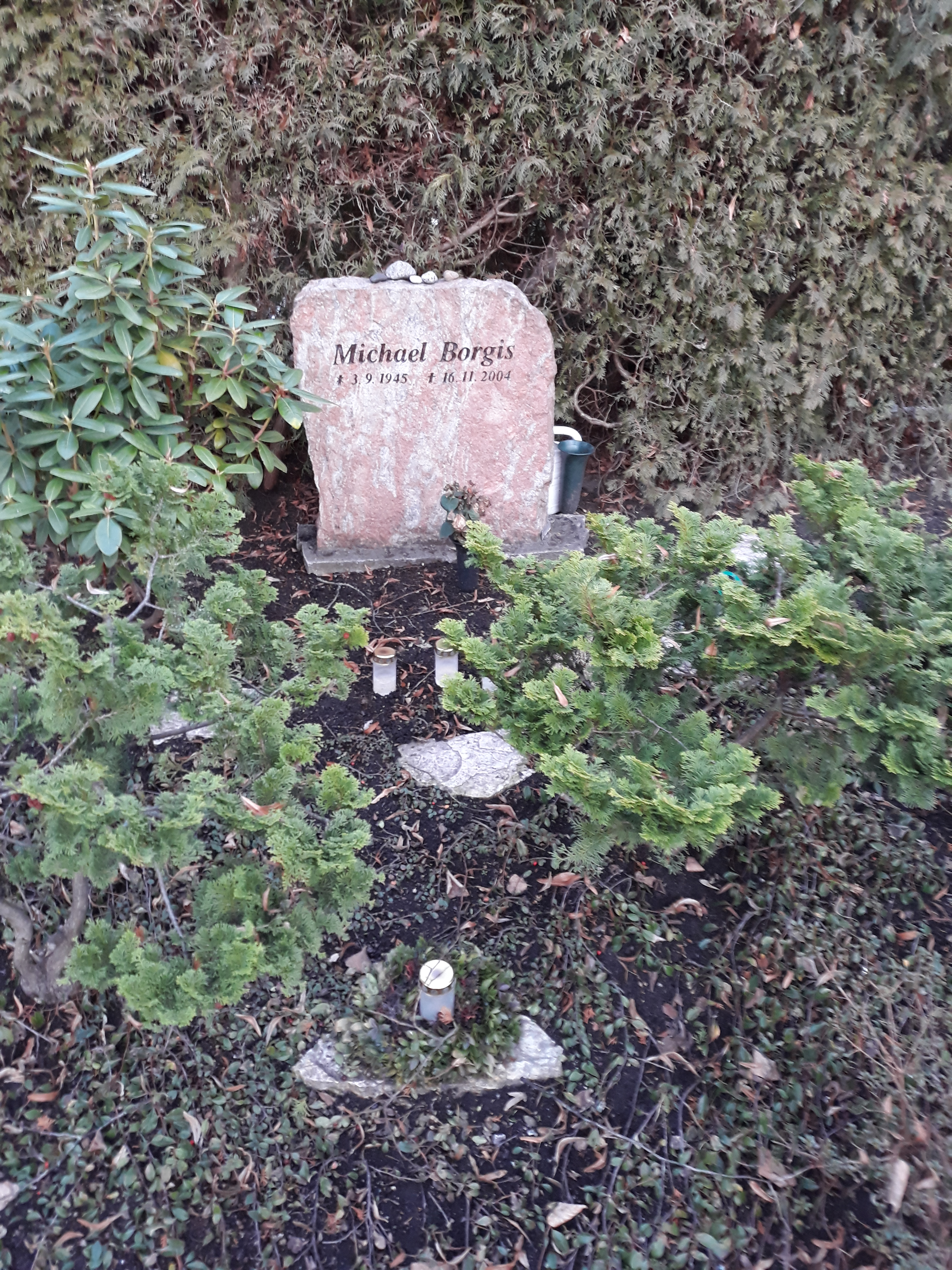
Das Grab von Michael Borgis auf dem Friedhof Lankwitz in Berlin.

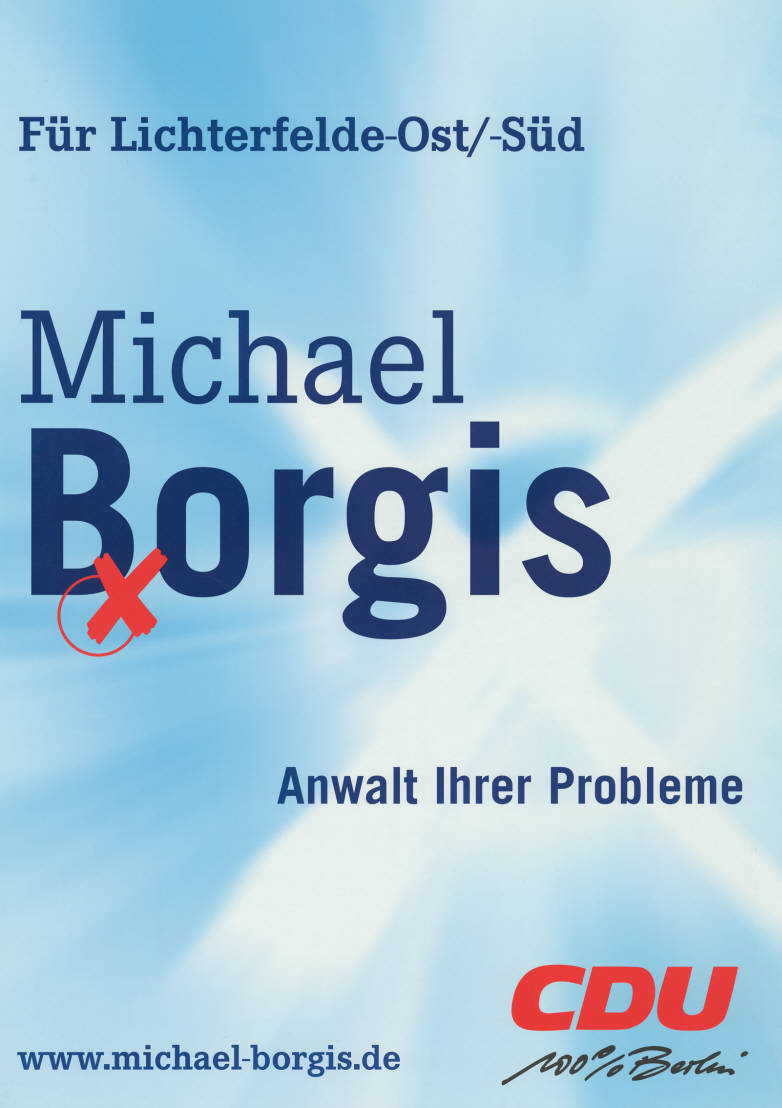
Wahlplakat für Michael Borgis, 2001

Michael Borgis (* 3. September 1945 in Berlin; † 16. November 2004) war ein Berliner Politiker (CDU).
Borgis war beruflich als Lehrer an einer Realschule tätig. Ferner leitete er die Mitgliedervollversammlungen von Hertha BSC.
Borgis war von 1991 bis zu seinem Tod Mitglied des Abgeordnetenhauses von Berlin für den Bezirk Steglitz, ab 2001 für den Bezirk Steglitz-Zehlendorf, zuletzt als Direktkandidat im Wahlkreis Steglitz-Zehlendorf 4. Im Parlament war er sportpolitischer Sprecher der CDU-Fraktion und Vorsitzender des Ausschusses für Jugend, Familie, Schule und Sport. Nach seinem Tod rückte Uwe Lehmann-Brauns im Parlament nach.
Bei Borgis wurde 2003 Krebs diagnostiziert, an dem er im November 2004 starb. Er hinterließ seine Ehefrau und zwei Kinder.